# Ridgeville, Alabama
Ridgeville är en kommun (town) i Etowah County i Alabama. Vid 2010 års folkräkning hade Ridgeville 112 invånare.